# فوبز هیل (واشینگتن)
فوبز هیل (به انگلیسی: Fobes Hill) یک منطقهٔ مسکونی در ایالات متحده آمریکا است که در شهرستان اسنوهومیش، واشینگتن واقع شده‌است. فوبز هیل ۱۲٫۰۶ کیلومتر مربع مساحت و ۲٬۴۱۸ نفر جمعیت دارد.